# Rudolf Meinert
Pour les articles homonymes, voir Meinert.
Rudolf Bürstein, connu sous le nom de scène Rudolf Meinert (né le 28 septembre 1882 à Vienne, Autriche-Hongrie et mort en mars 1943 au camp d'extermination de Majdanek,) est un réalisateur, acteur, scénariste et producteur autrichien.

## Filmographie partielle
- 1914 : Le Chien des Baskerville (Der Hund von Baskerville)
- 1918 : Ferdinand Lassalle
- 1926 : Die elf Schill'schen Offiziere
- 1927 : Laster der Menschheit
- 1931 : La Chanson des nations (coréalisateur : Maurice Gleize)
- 1932 : Die elf Schill'schen Offiziere (remake parlant du film de 1926)